# Fort Oglethorpe
Fort Oglethorpe is een plaats (city) in de Amerikaanse staat Georgia, en valt bestuurlijk gezien onder Catoosa County en Walker County.

## Demografie
Bij de volkstelling in 2000 werd het aantal inwoners vastgesteld op 6940.
In 2006 is het aantal inwoners door het United States Census Bureau geschat op 9400, een stijging van 2460 (35,4%).

## Geografie
Volgens het United States Census Bureau beslaat de plaats een oppervlakte van
33,7 km², geheel bestaande uit land. Fort Oglethorpe ligt op ongeveer 283 m boven zeeniveau.

## Plaatsen in de nabije omgeving
De onderstaande figuur toont nabijgelegen plaatsen in een straal van 12 km rond Fort Oglethorpe.